# Raoul Duquette
Raoul Duquette (* 1879 in Montreal; † 9. Mai 1962 ebenda) war ein kanadischer Cellist und Musikpädagoge.

## Leben und Wirken
Der Neffe von Calixa Lavallée erhielt ersten Unterricht von seinem Vater, Jean A. Duquette, und studierte dann Cello bei Gustave Labelle. 1901 ging er nach Gent, wo er am Konservatorium seine Studien bis 1904 bei Édouard Jacobs fortsetzte.
Auf Empfehlung von Emma Albani nahm ihn Sir Henry Wood in das Orchester der Covent Garden Royal Opera auf, dem er bis 1910 angehörte. Nach seiner Rückkehr nach Kanada trat er als Solist und Orchestermusiker auf und unterrichtete an der McGill University.
Duquette war Gründungsmitglied des Montreal Orchestra. 1917 gründete er mit dem Violinisten Leon Kofman und der Pianistin Blanche Hardy-Laurendeau das César Franck Trio. Von 1920 bis 1925 war er Mitglied des Chamberland String Quartet. Er spielte auch Aufnahmen für HMV ein.
Sein Onkel Ellsworth Duquette wurde als Sänger bekannt.